# I guardiani del giorno (film)
I guardiani del giorno (Dnevnoy dozor) è un film del 2006 diretto da Timur Bekmambetov basato su una serie di romanzi di Sergej Luk'janenko. Continuazione del film I guardiani della notte, uscito nel 2004. Il film è diventato il primo nella storia del cinema russo, i cui incassi al botteghino hanno superato 1 miliardo di rubli.

## Trama
Il film inizia con il prologo in cui una voce narrante ripercorre le gesta di Tamerlano e la sua conquista, da una fortezza-labirinto fino ad allora ritenuta inespugnabile, del “Gesso del Fato”, un amuleto che ha il potere di far tornare indietro nel tempo per rimediare agli errori di chi lo possiede.
È il capodanno del 2006, più di un anno dopo gli eventi de “I Guardiani della Notte”, Anton Gorodetsky, il protagonista del primo film, si trova nel mezzo di un imminente conflitto tra la Luce e gli Altri Oscuri, legati a una difficile tregua. Anton è ancora un agente dei guardiani notturni, ora lavora con la sua apprendista, Svetlana, con la quale sembra avere un interesse sentimentale. Poiché suo figlio Yegor è ora diventato un Altro Oscuro, Anton è costretto a distruggere segretamente le prove degli attacchi di Yegor contro persone normali, il che viola il trattato, lasciando i Guardiani della notte incapaci di condannare Yegor.
Nel frattempo, Zavulon, il leader degli Altri Oscuri, sta aspettando il compleanno di Yegor. Al compleanno, Yegor diventerebbe il Grande Altro acquisendo il potere che consentirebbe agli Altri Oscuri di rompere il trattato della tregua (che è supportato solo perché gli Altri temono che le due parti si distruggano a vicenda). La gratitudine di Zavulon ad Anton per aver coperto le violazioni del trattato da parte di Yegor non impedisce a lui e ai Guardiani del Giorno di tentare di incastrare Gorodetsky per omicidio e portarlo di fronte all'Inquisizione. Geser, il capo dei Guardiani della Notte, riesce a proteggere Anton dagli Altri Oscuri scambiando il suo corpo con quello di Olga, un’altra Guardiana per qualche giorno. Mentre è in questa condizione, Svetlana confessa di amare Anton alla persona che pensa sia Olga, il che spinge in avanti la loro relazione. Ciò accade nonostante la rabbia iniziale di Svetlana nei confronti di Anton per non averle detto che era nel corpo di Olga.
Ritornati nei rispettivi corpi Anton, inseguito da Olga, parte in aereo per Samarcanda dove pensa di prendere il gesso di Tamerlano, ma lei gli rivela che non è in questo posto perché lo ha cercato più di 60 anni prima. Gorodetsky capisce dove può essere e ottiene il Gesso del Fato dal guardiano Zoar nel suo nascondiglio, un caffè tipico dell’Asia centrale a Mosca e lo usa per evocare Yegor e il ragazzo viene da lui. Inizialmente vanno d'accordo, ma Yegor è risentito quando Anton rifiuta la sua richiesta di sistemare le cose con sua madre e suonando in quel momento il cellulare di Anton, chiamato da Svetlana, il ragazzo spacca il telefono e se ne va con il gesso, che porta a Zavulon. Esso stesso non può usare o toccare il gesso, perché farlo sarebbe una diretta violazione del trattato, quindi invita Yegor a darlo alla sua donna Alisa che può farci ciò che desidera, sebbene sia implicito che Zavulon sappia cosa ne farà.
La festa di compleanno di Yegor inizia subito dopo; gli ospiti sono gli Altri Oscuri (alcuni di loro sono pop star russe), anche se Anton si reca alla festa nei panni del padre di Yegor per denunciare il vero autore dell'omicidio di cui è stato accusato: il suo vicino vampiro, il padre di Kostya, che messo alle strette confessa e quindi l’inquisizione scagiona Gorodetsky. Tuttavia, Anton non è in grado di evitare un disastro: mentre Svetlana si precipita alla festa per trovarlo, Yegor la affronta. Cerca di evitare un conflitto ma Yegor la sfida ripetutamente ed esprime risentimento per il suo rapporto con suo padre; Svetlana colpisce accidentalmente Yegor e versa una goccia del suo sangue, che Zavulon interpreta come una violazione del Trattato e quindi usa come un pretesto per dichiarare guerra a tutto campo agli Altri della Luce.
Yegor, ora è un Grande Altro, scatena un'apocalisse su Mosca, uccidendo la maggior parte degli ospiti e accecando Svetlana. La città è quasi distrutta, a cominciare dalla torre di Ostankino; segue una feroce battaglia tra gli adepti della Luce e gli Altri Oscuri, con pochi sopravvissuti su entrambi i lati. In mezzo al caos, Anton, che sopravvive, trova Alisa che sta cercando di rianimare il suo amante morto, Kostya, ma senza successo. Non può rimetterlo in vita perché sono le sue azioni ne hanno causato la morte. La situazione implica che il possessore del Gesso può cambiare solo le decisioni che ha preso, non quelle di qualcun altro, come ha detto Zoar.
Anton convince Alisa a dargli il gesso in modo che possa prevenire la distruzione di Mosca e la morte di decine di Altri, ma viene quasi immediatamente raggiunto da Svetlana in preda al panico e uno Yegor infuriato. Questi due Grandi Altri combattono per Anton e invece quasi lo uccidono. Salvato all'ultimo minuto da Geser, con una macchina fotografica che ferma momentaneamente il tempo, Anton corre tra le rovine di Mosca fino alla casa dove, quattordici anni prima, ha fatto la sua visita alla strega (la visita che ha causato l'intera sequenza di eventi), che lo ha reso un iniziato alla Guardia della Notte. Anton scrive NO (нет) su un muro in questa casa. Mosca ritorna al suo stato normale e il film torna al 1992 e alla prima scena de “I Guardiani della Notte”.
Nell'epilogo, a seguito dell'influenza del gesso, Anton ripensa al suo patto con la strega, e quindi non accetta di danneggiare il figlio non ancora nato di sua moglie, che sarebbe stato Yegor. Esce di casa ed entra in strada, dove incontra Svetlana. Zavulon e Geser li guardano da una panchina del parco, ansiosi di vedere se Anton riconoscerà Svetlana, nonostante in questa realtà non l'abbia mai incontrata a causa della riscrittura della storia. La previsione di Geser si rivela esatta; nonostante non sappia come o perché, Anton riconosce Svetlana e se ne vanno insieme, iniziando una relazione da semplici umani, forse, meno tormentata di quella che hanno avuto nel primo film.